# Wham!
Wham! a fost un duo muzical britanic din anii 1980. A fost creat de George Michael și Andrew Ridgeley în 1981. Au fost cunoscuți pentru scurt timp în Statele Unite ca Wham! UK din cauza unui conflict cu o trupă americană omonimă. Wham! a vândut mai mult de 25 de milioane de înregistrări la nivel mondial din 1982 până în 1986.

## Discografie
- Fantastic (1983)
- Make It Big (1984)
- The Final (1986) (doar Regatul Unit)
- Music from the Edge of Heaven (1986) (doar America de Nord și Japonia)